# Langues oghoures
Ne doit pas être confondu avec Ouïghour.
Les langues oghoures (ou lir-turc) forment une branche de la famille des langues turciques.

## Classification
La classification retenue aujourd'hui par la majorité des linguistes est :
- Avar d'Asie[2]
- Hunnique
- Khazar
- Proto-bulgare
- Tchouvache

Les langues de cette branche, sauf le tchouvache, sont éteintes et minimalement documentées. Une classification interne plus précise, particulièrement par rapport au tchouvache, n'est pas acquise (Johanson 1998).

## Caractéristiques saillantes
Les langues oghoures se caractérisent par des correspondances phonétiques comme oghour l comparé au turc commun š et oghour r comparé au turc commun z. On confère à l'oghour aussi l'appellation lir-turc et au turc commun l'appellation shaz-turc. Il n'est pas établi à quel moment précis ces deux branches des langues turciques se sont séparées (Vajda 2000).